# Das Haus des Bösen
Das Haus des Bösen (Originaltitel: La dolce casa degli orrori) ist ein für das Fernsehen produzierter italienischer Horrorfilm von Regisseur Lucio Fulci aus dem Jahr 1989.

## Handlung
Ein gutsituiertes Paar überrascht zur nächtlichen Stunde einen Einbrecher, der daraufhin in Rage gerät und die beiden Eheleute ermordet. Anschließend verwischt der Täter, ein ehemaliger Gärtner der Familie, seine Spuren; zudem lässt der Mann die Morde wie einen Unfall aussehen.
Die beiden noch minderjährigen Kinder der Verstorbenen, Sarah und Marco, werden einige Tage später der Obhut von Verwandten übergeben. Die neuen Pflegeeltern Marcia und Carlo quartieren sich daraufhin in das Haus der halbwüchsigen Waisen ein. Sie wollen fortan den Kleinen ein sorgenfreies Leben ermöglichen. Wenig später ereignen sich erste, teils surreale Begebenheiten. Marcia, die Tante der Kinder, fühlt sich sofort unwohl. Sie drängt ihren Gatten Carlo zum Verkauf des Anwesens, obgleich dieser seine Liebste zur Besonnenheit ermahnt. Dennoch versucht er in der Folge, das Haus zu veräußern. Zwischenzeitlich erscheinen den Kindern ihre Eltern als Geister. Diese veranlassen die Nachkommen, den möglichen Hausverkauf mit allen Mitteln zu sabotieren.
In einem offenen Ende gelingt es zwar einem Exorzisten, die Erscheinungen aus dem Haus zu vertreiben, wenngleich diese in eine steinähnliche Form flüchten, um ihren Lieben fortan als „Schutzgeister“ zu dienen.